# اليمين البديل

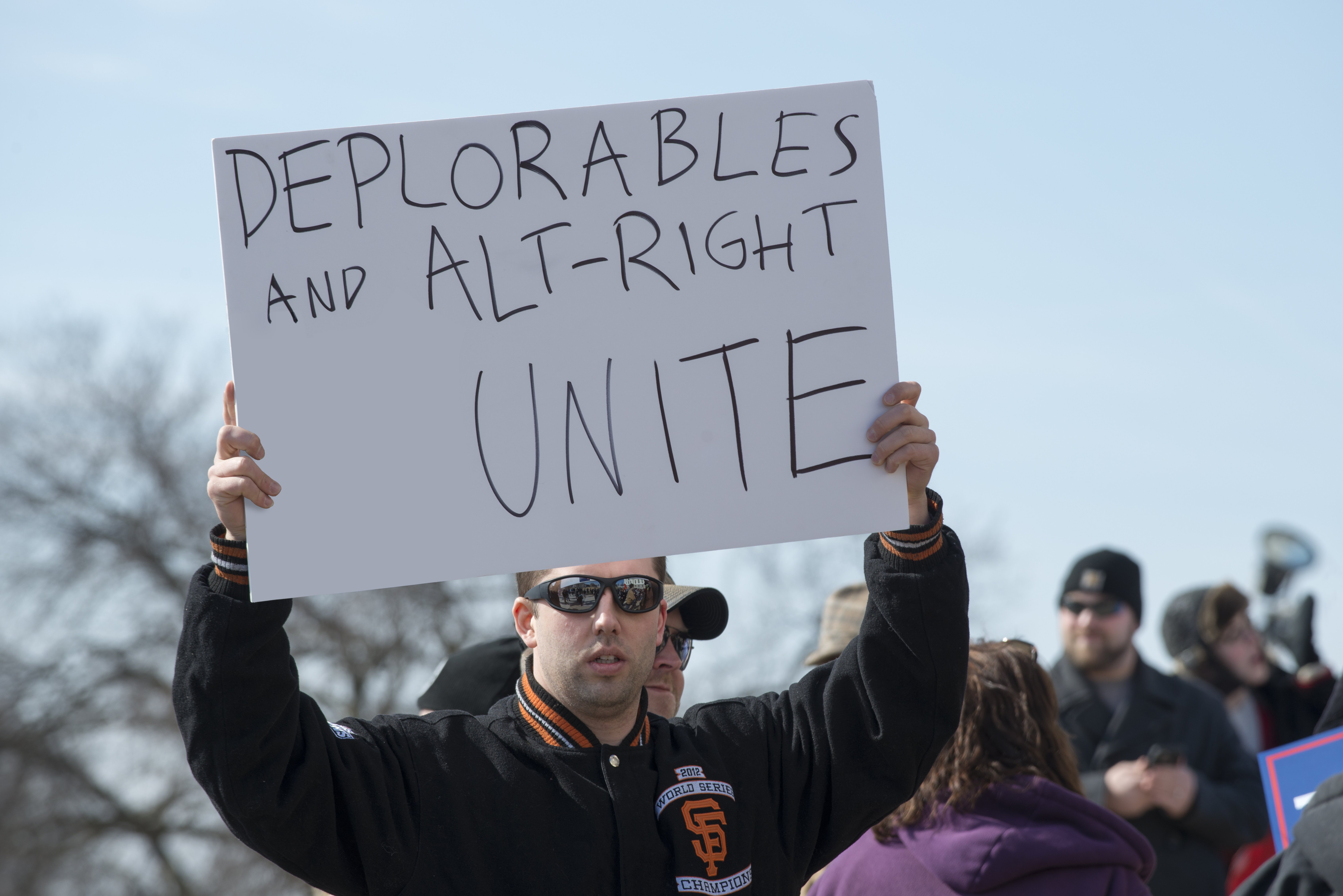
متظاهر موالي لليمين البديل خلال مسيرة مؤيدة لدونالد ترامب في سانت بول بولاية مينيسوتا

اليمين البديل هي مجموعات ضعيفة الارتباط وغير محددة جيدا من جماعة سيادة البيض الأمريكية ذات القومية البيضاء والمعادية للسامية من النازيين الجدد والفاشيين الجدد والكونفيدرالية الجديدة ومنكري الهولوكوست وأصحاب نظرية المؤامرة من مجموعات الكراهية في اليمين المتطرف. يتقاطع اليمين البديل ويمتزج جزئيا مع أفكار حركة حقوق الرجال والذين قام بعضهم –وليس كلهم- بمدح اليمين البديل.
وُصفت معتقدات اليمين البديل بأنها انعزالية وحمائية ومعادية للسامية وداعمة لسيادة البيض، والتي تتقاطع كثيرا مع النازية الجديدة والهوياتية والأهلانية ورهاب الأجانب والإسلاموفوبيا ومكافحة الجهاد ومعارضة الهجرة ومناهضة الأنثوية وكره النساء ورهاب المثلية ورهاب التحول الجنسي والشعبوية اليمينية.
ارتبط المفهوم بالعديد من الجماعات مثل المحافظين الأصليين واللاسلطوية الرأسمالية والأناركية القومية والمسيحية الأصولية وحركة حقوق الرجال وحملة دونالد ترامب الرئاسية 2016. أطلق داعم سيادة البيض ريتشارد سبنسر المصطلح لأول مرة في 2010 في إشارة إلى حركة متمركزة حول القومية البيضاء، طبقا لأسوشيتد برس، إذ فعل ذلك في محاولة لإخفاء العنصرية وسيادة البيض والفاشية الجديدة والنازية الجديدة.
جذب المصطلح الكثير من اهتمام وسائل الإعلام كما أطلق جدلا واسعا أثناء وبعد انتخابات الرئاسة الأمريكية 2016. اشتملت رئاسة دونالد ترامب على العديد من الشخصيات المرتبطة باليمين البديل مثل ستيفن ميلر المستشار السياسي للرئيس، وجوليا هان رئيسة المكتب التنفيذي لرئيس الولايات المتحدة، ومايكل فلين مستشار الأمن القومي الأمريكي السابق، وسباستيان غوركا رئيس المكتب التنفيذي للولايات المتحدة السابق، وستيف بانون المسؤول عن إستراتيجية البيت الأبيض. في 2016 وصف بانون بريتبارت (منظمة إخبارية على الإنترنت) بأنها «منصة اليمين البديل» والتي تهدف إلى دعم الأيدولوجيا. بعد انتخاب ترامب، دعم العديد من المرشحين الجمهوريين الآخرين الحركة مثل روي مور وكوري ستيوارت وجوش مانديل وجو أربايو وبول نيلن. على الجانب الآخر، انتقد جمهوريون ومحافظون مثل بين شابيرو وكوري غاردنر وأعضاء من مؤسسة الإرث المحافظة، انتقدوا اليمين البديل لعنصريته ولمعاداته السامية ولتعصبه.
طبقا لتقرير مركز قانون الحاجة الجنوبي في فبراير 2018، فإن أكثر من مائة شخص قُتلوا وجُرح 13 بيد أعضاء اليمين البديل منذ 2014. تجادل السياسيون والقادة حول اعتبار الحركة إرهابية أو حركة متطرفة. عبر التقرير عن مخاوف جسيمة بخصوص اليمين البديل، قائلا أن أيدولوجيته تعمل على تطرف الشباب البيض من الرجال خاصة كما ألهم هجوم تورنتو 2018، وإطلاق النار في كنيسة تشارلستون، وهجوم مسجد كيبيك 2017، وهجوم الدهس في رايت آلي، وحادثة إطلاق نار كنيس بيتسبورغ، بالإضافة إلى أحداث هجوم وتصرفات عنيفة أخرى متعددة ولكن أقل شهرة. في 2017، كانت قائمة الحوادث الإرهابية والعنف المنتسبة إلى اليمين البديل هي السبب الرئيسي للعنف والتطرف في الولايات المتحدة، طبقا لرابطة مكافحة التشهير.

## التأثيل
أول استعمال لمُصطلح «اليمين البديل» كان من قبل الفيلسوف الأمريكي بول غوتفريد ذي الفكر المحافظ القديم سنة 2008، حينما أشار إلى التطورات الجارية على المشهد السياسي اليميني في الولايات المتحدة. ومنذ ذاك الحين عرَفت الكلمة انتشاراً واسعاً ولا سيما مع ظهور ما يسمى بحركة «اليمين البديل».
قام ريتشارد سبنسر، والمعروف عن دعوته لفكرة سيادة البيض، بصياغة هذا المصطلح باللغة الإنجليزية سنة 2010 في إشارةً منه إلى حركة القائمة على فكرة القومية البيضاء، وقد اتهمت بعض الأوساط الإعلامية بوضع هذا المصطلح بهدف تبرير العنصرية وسيادة البيض والنازية الجديدة.
وقد خلقت كلمة «اليمين البديل» جدلاً واسعاً داخل المجتمع الأمريكي كما نالت اهتماماً كبيراً من وسائل الإعلام خلال وبعد الانتخابات الرئاسية الأمريكية سنة 2016.
تم وصف أفكار اليمين البديل بأنها انعزالية، حمائية، معادية للسامية وتدعم معتقد سيادة البيض، كما أنها تتداخل مع النازية الجديدية، الأهلانية، الإسلاموفوبيا، مناهضة الأنثوية، الهوموفوبيا، الشعبوية اليمينية والتنوير المظلم. وقد ارتبط المفهوم بعدة مجموعات وحركات مثل القومية الأمريكية والملكيون الجدد، حركة حقوق الرجال والحملة الانتخابية الرئاسية لدونالد ترامب.

## المعتقدات
يتم انتقاد حركة اليمين البديل دائما لكونهم ينتمون إلى اليمين المتطرف سياسيا. وُصف اليمين البديل بأنه يشتمل على عناصر من القومية البيضاء وسيادة البيض ومعاداة السامية والشعبوية اليمينية والأهلانية. وصف أندرو مارانتز الحركة بأنهم ذكوريون مؤمنون بنظرية المؤامرة والعدمية، كما أعلن نيكول هامر في الإذاعة الوطنية العامة أن اليمين البديل يرى الصواب السياسي «كتهديد كبير لحريتهم».

## التكتيك
يستخدم اليمين البديل الدعابة والسخرية بكثرة، كما يستخدمون الميمات أيضا بصورة واسعة. تبنى اليمين البديل صورتهم بكونهم «ثقافة معتمدة على المرح»، بالإضافة إلى الاستخدام الشديد للميمات. كما أشار ناغل، فإن استخدام اليمين البديل للدعابة يجعل الأمر صعبا على متلقي الدعابة في التفريق بين الآراء السياسية التي يحملها اليمين البديل فعلا وبين ما يستخدمونه كدعابة مجردة.

### التحرش
لاحظ ويندلنغ أن حملات التحرش لأغراض سياسية هي تكتيك يميني بديل، بينما أطلق هولي على اليمين البديل «كتلة من ثقافة سخرية أكبرعلى الإنترنت». أكثر الفئات التي تعرضت للتحرش هم الصحفيين اليهود والصحفين المحافظين والمشاهير الذين انتقدوا ترامب علانية. كانت أعمال التحرش هذه غالبا تلقائية بدلا من كونها مخطط لها. استقبل الصحفي المحافظ الأبيض ديفيد فرنش انتهاكات واسعة في إشارة إلى زوجته البيضاء وتبنيه لابنة سوداء بعدما انتقد ترامب واليمين البديل. أرسل بعض أعضاء اليمين البديل إليه صورا لابنته وهي فر غرف الغاز بينما يقوم ترامب النازي بالتحضير للضغط على الزر وقتلها، كما قالوا عنه مرارا أنه يستمتع برؤية زوجته تمارس الجنس مع شباب سود.